# Anell trivial
Un anell trivial és un anell definit per un singletó, {r}. Les operacions de l'anell (× y +) són trivials: 
{\displaystyle r\times r=r}
{\displaystyle r+r=r\,}
Aquest anell és clarament commutatiu. El seu únic element és l'element identitat per a ambdúes operacions.
Un anell R és trivial si i només si 1 = 0, aquesta igualtat implica que per a tot r de R, r = r × 1 = r × 0 = 0.
L'anell trivial també se l'anomena anell nul, ja que {0} és un anell amb les operacions estàndards de l'addició i la multiplicació.